# Устивицкий сельский совет
Устивицкий сельский совет (укр. Устивицька сільська рада) — входит в состав Великобагачанского района Полтавской области Украины.
Административный центр сельского совета находится в с. Устивица.

## История
- 1917 — дата образования.

## Населённые пункты совета
- с. Устивица
- с. Грянчиха
- с. Дакалевка
- с. Подлуки
- с. Псельское